# Guillaume de Clisson
Pour les articles homonymes, voir Clisson (homonymie).
Guillaume de Clisson (né vers 1175 - mort avant 1225) est un seigneur féodal dont le fief se situe autour de Clisson, dans le duché de Bretagne.

## Présentation
Appelé aussi « Guillaume le jeune » afin de le différencier du cousin germain de son père « Guillaume le Vieux » (mort vers 1213). D'autres membres de la lignée ont porté le même prénom, à commencer par son fils cadet (attesté en 1220), puis son arrière-petit-fils (fils d'Olivier II de Clisson, avant lequel il est mort, ne portant donc jamais le titre de seigneur de Clisson), et le fils aîné de ce dernier, Guillaume II de Clisson.
Il est le fils de Gaudin III de Clisson, probablement seigneur de Clisson vers 1207.
Cité en 1208 comme nobilis vir, on lui doit notamment la fondation du château de Clisson. Il épouse Constance de Pontchâteau (vers 1190-1244), celle-ci lui laissera deux fils : Olivier Ier de Clisson et Guillaume (vers 1220). Veuve elle se remarie au plus tard en 1225 avec Hervé de Blain.